# La història d'Esther Costello
La història d'Esther Costello (títol original en anglès: The Story of Esther Costello) és una pel·lícula britànica de David Miller, estrenada el 1957. Ha estat doblada al català

## Argument
A partir de la novel·la de Nicholas Monsarrat. És la història d'una jove òrfena a conseqüència d'un accident de granada que també l'ha deixada sord-muda i cega. En principi és confiada a una mala dona, després el capellà del poble s'hi fica i demana a una dona rica de portar-la a un centre de reeducació, Esther retroba progressivament les seves capacitats gràcies a l'amistat que uneix les dues dones.

## Repartiment
- Joan Crawford: Margaret Landi
- Rossano Brazzi: Carlo Landi
- Heather Sears: Esther Costello
- Lee Patterson: Harry Grant
- Ron Randell: Frank Wenzel
- Fay Compton: Mare superiora
- John Loder: Paul Marchant
- Denis O'Dea: pare Devlin
- Sid James: Ryan
- Bessie Love: Una dona a la galeria d'art

## Premis i nominacions

### Premis
- 1958: BAFTA a la millor actriu per Joan Crawford

### Nominacions
- 1957: Lleó d'Or
- 1958: Globus d'Or a la millor actriu secundària per Heather Sears
- 1958: BAFTA al millor guió britànic per Charles Kaufman